# Lara Méndez López
Lara Méndez López (Suïssa, 17 de setembre de 1972) és una política gallega. És l'alcaldessa de la ciutat de Lugo des del 13 de juny de 2015.

## Trajectòria
És enginyera tècnica agrícola. Va impartir cursos de formació a treballadors i emprenedors. Va ser secretària de les Joventuts Socialistes de Cervo i des de 2003 regidora en aquesta localitat. Des de 2007 va ser diputada provincial i vicepresidenta segona de la Diputació de Lugo.
En les eleccions municipals de 2015 va ocupar el segon lloc a la llista del PSdeG-PSOE a l'ajuntament de Lugo i candidata a presidir la Diputació, però la renúncia de l'històric alcalde Xosé López Orozco com a regidor va fer que es convertís en cap de llista. Va ser escollida alcaldessa, la primera en la història de la ciutat.